# First Time (album Morning Musume)
First Time – pierwszy album j-popowej grupy Morning Musume, wydany 8 lipca 1998 roku.

## Lista utworów
1. "Good Morning" – 4:07
2. "Summer Night Town" (jap. サマーナイトタウン) – 3:48
3. "Dō ni ka Shite Doyōbi" (jap. どうにかして土曜日) – 3:42
4. "Morning Coffee" (jap. モーニングコーヒー) – 4:31
5. "Yume no Naka" (jap. 夢の中) – 5:00
6. "Ai no Tane" (jap. 愛の種) – 4:13
7. "Wagamama" (jap. ワガママ) – 4:59
8. "Mirai no Tobira" (jap. 未来の扉) – 4:11
9. "Usotsuki Anta" (jap. ウソつきあんた) – 4:02
10. "Samishii Hi" (jap. さみしい日) – 4:33

## Twórcy

### Muzycy
- Natsumi Abe – śpiew
- Asuka Fukuda – śpiew
- Aya Ishiguro – śpiew
- Yuko Nakazawa – śpiew
- Kaori Iida – śpiew
- Mari Yaguchi – śpiew (z wyjątkiem "Morning Coffee" i "Ai No Tane")
- Sayaka Ichii – śpiew (z wyjątkiem "Morning Coffee" i "Ai No Tane")
- Kei Yasuda – śpiew (z wyjątkiem "Morning Coffee" i "Ai No Tane")
- Tsunku – pisanie utworów (z wyjątkiem utworu 6), tamburyn (utwór 9), wokal wspierający (utwór 10)
- Masahiro Inaba – gitara elektryczna (utwory 1,2,3,5,8)
- Yasuaki Maejima – pianino akustyczne (utwory 1,5,10), keyboard (utwory 1,2,5), urządzenia MIDI i automat perkusyjny (utwory 1,2,3,5), bongo i wind chime (utwór 5), Fender Rhodes  (utwór 9)
- Gen Ogimi – instrumenty perkusyjne (utwór 2)
- Mansaku Kimura – perkusja(utwór 3)
- Masafumi Yokoyama – gitara basowa (utwór 3)
- Shiro Sasaki – trąbka (utwór 3), skrzydłówka (utwór 5)
- Futoshi Kobayashi – trąbka (utwór 3)
- Wakaba Kawai – puzon (utwór 3)
- Kan Nishida- puzon basowy (utwór 3)
- Nobuyuki Mori – saksofon tenorowy (utwór 3)
- Yuichi Takahashi – 12-strunowa gitara (utwór 4), gitara akustyczna (utwory 4,5), urządzenia MIDI i automat perkusyjny (utwór 3,9)
- Kiyoshi Tsuchiya – gitara elektryczna (utwór 4)
- Shin Kōno – akustyczne pianino, keyboard (utwory 4,6)
- Tetsutaro Sakurai – urządzenia MIDI i automat perkusyjny (utwór 4), wokal wspierający (utwór 6)
- Satoshi Sano &- puzon (utwór 5)
- Kinbara Group – instrumenty smyczkowe (utwór 5)
- Yuji Yokozeni – perkusja (utwory 6,7)
- Masahiko Rokukawa – gitara basowa (utwór 6)
- Kiyoshi Tsuchiya – gitara elektryczna (utwór 6)
- Hitoshi Watanabe – gitara basowa (utwór 7)
- Shunsuke Kurō – gitara elektryczna, urządzenia MIDI i automat perkusyjny (utwór 7)
- Ryuosuke Imai – urządzenia MIDI i automat perkusyjny, scratchowanie (utwór 8)
- Noriyasu Kawamura – perkusja (utwór 9)
- Chiharu Mikuzuki – gitara basowa (utwór 9)
- Takahashi Masuzaki – gitara elektryczna i akustyczna (utwór 9)

### Produkcja
- Dźwiękowcy: Kazumi Matsui, Taakahisa Yuzawa, Takeshi Yanagisawa, Takahiro Suzuki, Yoshihide Mikami, Takeshi Inaba, Akimi Tani
- Asystenci dźwiękowców: Ryo Wakizaka, Shinosuki Kobayahi, Hiroyuki Akita, Tomoyuki Niitsu, Kentaro Kikuchi, Hisashi Nagayama
- Mastering: Mitsuo Koike